# Martina Centofanti
Martina Centofanti, född 19 maj 1998 i Rom, är en italiensk gymnast, som tävlar i rytmisk gymnastik.

## Karriär
Martina Centofanti har medverkat på ett flertal VM-turneringar där hon bland annat tagit fem guld. Vid OS 2020 och OS 2024 ingick hon i det italienska laget som tog brons i truppmångkampen.